# 灰背杨
灰背杨（学名：Populus glauca）是杨柳科杨属的植物。分布于印度、不丹以及中国大陆的云南、四川等地，生长于海拔2,500米至3,300米的地区，目前尚未由人工引种栽培。